# صفحه عصبی
صفحهٔ عصبی، ورقه عصبی، بشقاب عصبی یا تخته عصبی (به انگلیسی: Neural plate) یک ساختار کلیدی رشدی است که به عنوان پایه‌ای برای سیستم عصبی عمل می‌کند. جمجمه تا گره آغازین از رگه آغازین جنینی، بافت اکتودرم ضخیم می‌شود و صاف می‌شود تا به ورقهٔ عصبی تبدیل شود. ناحیه جلویی گره آغازین را می‌توان به‌طور کلی بشقاب عصبی نامید. سلول‌ها در این فرایند با ادامه طولانی شدن و باریک شدن ظاهری ستونی به خود می‌گیرند. انتهای بشقاب عصبی که به عنوان چین‌های عصبی شناخته می‌شوند، انتهای تخته را به سمت بالا و با هم فشار می‌دهند و به درون لوله عصبی تا می‌شوند، ساختاری که برای رشد مغز و نخاع حیاتی است. این فرایند به‌طور کلی نورولاسیون آغازین نامیده می‌شود.
پروتئین‌های سیگنال‌دهنده نیز در رشد تختهٔ عصبی مهم هستند و به تمایز بافتی که قرار است به تخته عصبی تبدیل شود کمک می‌کنند. نمونه‌هایی از این پروتئین‌ها عبارتند از پروتئین‌های ریخت‌ژنتیک استخوان و کادهرین‌ها. بیان این پروتئین‌ها برای تا شدن تخته عصبی و پیامد آن تشکیل لوله عصبی ضروری است.